# Sacy-le-Grand
Sacy-le-Grand – miejscowość i gmina we Francji, w regionie Hauts-de-France, w departamencie Oise.
Według danych na rok 1990 gminę zamieszkiwało 1249 osób, a gęstość zaludnienia wynosiła 70 osób/km² (wśród 2293 gmin Pikardii Sacy-le-Grand plasuje się na 233. miejscu pod względem liczby ludności, natomiast pod względem powierzchni na miejscu 118.).